# Cathédrale de Terralba
La cathédrale de Terralba est une église catholique romaine de Terralba, en Italie. Il s'agit d'une cocathédrale du diocèse d'Ales-Terralba.